# Battle for Highway 82
La  Battle for Highway 82,  (aussi connue sous le nom de 90 Mile Drive,) est une rivalité dans le football américain universitaire opposant l'équipe du Crimson Tide de l'université de l'Alabama basée à Tuscaloosa en Alabama et les Bulldogs de l'université d'État du Mississippi basée à Starkville au Mississippi.
Ces deux universités sont des membres fondateurs de la Southeastern Conference (SEC) et actuellement insérés dans sa Western Division.
Les deux campus sont séparés d'environ 145 km (90 miles) via la Highway 82 et sont géographiquement les deux universités membre de la SEC les plus proches.
En 1935, l'entraîneur principal Major Ralph Sasse de Mississippi State, sur ordre de son équipe, s'est rendu à Memphis dans le Tennessee, pour sélectionner leur première mascotte. Ptolemy, un cadeau fait par la famille Edgar Webster family, fut choisi et les Bulldogs ont ensuite vaincu Alabama sur le score de 20 à 7.
Alabama–Mississippi State est une des plus longue série de la SEC, leur première rencontre datant de 1896. Mississippi State est l'équipe qu'Alabama a le plus rencontré tandis qu'Alabama n'est que la troisième équipe la plus rencontrée par Mississippi State après Ole Miss et LSU.
Avec la rivalité entre Alabama et Ole Miss, elle est également l'une des plus déséquilibrées de la ligue, Alabama menant la série 86-18-3 (en fin de saison 2023).

## Palmarès
Le classement des équipes dans les tableaux ci-dessous est celui de l'Associated Press avant la saison 2014 et celui du comité du College Football Playoff depuis 2014.
Alabama a remporté 88 matchs mais un a été annulé par le NCAA et un deuxième a été modifié en forfait par la NCAA donnant la victoire à Mississippi State.
| Alabama (86)                   | Mississippi State (18)  | Nuls (3)                | Annulé/forfait par la NCAA (1) |
| Plus large victoire            | Alabama, 59–0 (1922)    | Alabama, 59–0 (1922)    | Alabama, 59–0 (1922)           |
| Plus longue série de victoires | Alabama, 22 (1958–1979) | Alabama, 22 (1958–1979) | Alabama, 22 (1958–1979)        |
| Série en cours sans défaite    | Alabama, 16 (2008       | Alabama, 16 (2008       | Alabama, 16 (2008              |

| N° | Date              | Lieu         | Vainqueur             | Score | Score | Perdant           |
| -- | ----------------- | ------------ | --------------------- | ----- | ----- | ----------------- |
| 01 | 14 novembre 1896  | Tuscaloosa   | Alabama               | 20    | 0     | Mississippi State |
| 02 | 16 novembre 1901  | Tuscaloosa   | Alabama               | 45    | 0     | Mississippi State |
| 03 | 8 novembre 1902   | Tuscaloosa   | Alabama               | 27    | 0     | Mississippi State |
| 04 | 16 octobre 1903   | Columbus     | Mississippi A&M       | 11    | 0     | Alabama           |
| 05 | 15 octobre 1904   | Columbus     | Alabama               | 06    | 0     | Mississippi State |
| 06 | 14 octobre 1905   | Tuscaloosa   | Alabama               | 34    | 0     | Mississippi State |
| 07 | 3 novembre 1906   | Starkville   | Alabama               | 16    | 04    | Mississippi State |
| 08 | 21 octobre 1911   | Columbus     | Nul                   | 06    | 06    | Nul               |
| 09 | 18 octobre 1912   | Aberdeen, MS | Mississippi A&M       | 07    | 0     | Alabama           |
| 10 | 27 novembre 1913  | Birmingham   | Mississippi A&M       | 07    | 0     | Alabama           |
| 11 | 26 novembre 1914  | Birmingham   | Mississippi A&M       | 09    | 0     | Alabama           |
| 12 | 27 novembre 1919  | Birmingham   | Alabama               | 14    | 06    | Mississippi State |
| 13 | 25 novembre 1920  | Birmingham   | Alabama               | 24    | 07    | Mississippi State |
| 14 | 24 novembre 1921  | Birmingham   | Nul                   | 07    | 07    | Nul               |
| 15 | 30 novembre 1922  | Birmingham   | Alabama               | 59    | 0     | Mississippi State |
| 16 | 31 octobre 1925   | Tuscaloosa   | Alabama               | 06    | 0     | Mississippi State |
| 17 | 9 octobre 1926    | Meridian     | Alabama               | 26    | 07    | Mississippi State |
| 18 | 29 octobre 1927   | Tuscaloosa   | Alabama               | 13    | 07    | Mississippi State |
| 19 | 13 octobre 1928   | Starkville   | Alabama               | 46    | 0     | Mississippi State |
| 20 | 10 octobre 1931   | Meridian, MS | Alabama               | 53    | 0     | Mississippi State |
| 21 | 1er octobre 1932  | Montgomery   | Alabama               | 53    | 0     | Mississippi State |
| 22 | 14 octobre 1933   | Tuscaloosa   | Alabama               | 18    | 0     | Mississippi State |
| 23 | 13 octobre 1934   | Tuscaloosa   | Alabama               | 41    | 0     | Mississippi State |
| 24 | 12 octobre 1935   | Tuscaloosa   | Mississippi State     | 20    | 07    | Alabama           |
| 25 | 10 octobre 1936   | Tuscaloosa   | Alabama               | 7     | 0     | Mississippi State |
| 26 | 28 octobre 1939   | Tuscaloosa   | #20 Alabama           | 7     | 0     | Mississippi State |
| 27 | 30 novembre 1940  | Tuscaloosa   | #11 Mississippi State | 13    | 0     | Alabama           |
| 28 | 4 octobre 1941    | Tuscaloosa   | Mississippi State     | 14    | 0     | Alabama           |
| 29 | 3 octobre 1942    | Tuscaloosa   | Alabama               | 21    | 06    | Mississippi State |
| 30 | 18 novembre 1944  | Tuscaloosa   | Alabama               | 19    | 0     | Mississippi State |
| 31 | 1er décembre 1945 | Tuscaloosa   | #3 Alabama            | 55    | 13    | Mississippi State |
| 32 | 30 novembre 1946  | Tuscaloosa   | Alabama               | 24    | 07    | Mississippi State |
| 33 | 23 octobre 1948   | Starkville   | Alabama               | 10    | 07    | Mississippi State |
| 34 | 22 octobre 1949   | Tuscaloosa   | Alabama               | 35    | 06    | Mississippi State |
| 35 | 28 octobre 1950   | Tuscaloosa   | Alabama               | 14    | 07    | Mississippi State |
| 36 | 27 octobre 1951   | Starkville   | Alabama               | 07    | 0     | Mississippi State |
| 37 | 25 octobre 1952   | Tuscaloosa   | Alabama               | 42    | 19    | Mississippi State |
| 38 | 24 octobre 1953   | Tuscaloosa   | Nul                   | 07    | 07    | Nul               |
| 39 | 23 octobre 1954   | Tuscaloosa   | Mississippi State     | 12    | 07    | Alabama           |
| 40 | 22 octobre 1955   | Tuscaloosa   | Mississippi State     | 26    | 07    | Alabama           |
| 41 | 27 octobre 1956   | Tuscaloosa   | Alabama               | 13    | 12    | Mississippi State |
| 42 | 26 octobre 1957   | Tuscaloosa   | Mississippi State     | 25    | 13    | Alabama           |
| 43 | 25 octobre 1958   | Starkville   | Alabama               | 09    | 07    | Mississippi State |
| 44 | 31 octobre 1959   | Tuscaloosa   | Alabama               | 10    | 0     | Mississippi State |
| 45 | 29 octobre 1960   | Starkville   | Alabama               | 07    | 0     | Mississippi State |
| 46 | 4 novembre 1961   | Tuscaloosa   | #4 Alabama            | 24    | 0     | Mississippi State |
| 47 | 3 novembre 1962   | Starkville   | #2 Alabama            | 20    | 0     | Mississippi State |
| 48 | 2 novembre 1963   | Tuscaloosa   | #7 Alabama            | 20    | 19    | Mississippi State |
| 49 | 31 octobre 1964   | Jackson      | #3 Alabama            | 23    | 06    | Mississippi State |
| 50 | 30 octobre 1965   | Jackson      | #10 Alabama           | 10    | 07    | Mississippi State |
| 51 | 29 octobre 1966   | Tuscaloosa   | #4 Alabama            | 27    | 14    | Mississippi State |
| 52 | 4 novembre 1967   | Tuscaloosa   | Alabama               | 13    | 0     | Mississippi State |
| 53 | 2 novembre 1968   | Tuscaloosa   | Alabama               | 20    | 13    | Mississippi State |
| 54 | 1er novembre 1969 | Jackson      | Alabama               | 23    | 19    | Mississippi State |
| 55 | 31 octobre 1970   | Tuscaloosa   | Alabama               | 35    | 06    | Mississippi State |

| N°  | Date              | Lieu       | Vainqueur             | Score | Score | Perdant               |
| --- | ----------------- | ---------- | --------------------- | ----- | ----- | --------------------- |
| 56  | 30 octobre 1971   | Jackson    | #4 Alabama            | 41    | 10    | Mississippi State     |
| 57  | 4 novembre 1972   | Tuscaloosa | #2 Alabama            | 58    | 14    | Mississippi State     |
| 58  | 3 novembre 1973   | Jackson    | #2 Alabama            | 35    | 0     | Mississippi State     |
| 59  | 2 novembre 1974   | Tuscaloosa | #4 Alabama            | 35    | 0     | Mississippi State     |
| 60  | 1er novembre 1975 | Jackson    | #6 Alabama            | 21    | 10    | Mississippi State     |
| 61  | 30 octobre 1976   | Tuscaloosa | #17 Alabama           | 34    | 17    | Mississippi State     |
| 62  | 29 octobre 1977   | Jackson    | #2 Alabama            | 37    | 07    | Mississippi State     |
| 63  | 4 novembre 1978   | Birmingham | #3 Alabama            | 35    | 14    | Mississippi State     |
| 64  | 3 novembre 1979   | Tuscaloosa | #1 Alabama            | 24    | 07    | Mississippi State     |
| 65  | 1er novembre 1980 | Jackson    | Mississippi State     | 06    | 03    | Alabama               |
| 66  | 31 octobre 1981   | Tuscaloosa | #8 Alabama            | 13    | 10    | Mississippi State     |
| 67  | 30 octobre 1982   | Jackson    | #9 Alabama            | 20    | 12    | Mississippi State     |
| 68  | 29 octobre 1983   | Tuscaloosa | #18 Alabama           | 35    | 18    | Mississippi State     |
| 69  | 3 novembre 1984   | Jackson    | Alabama               | 24    | 20    | Mississippi State     |
| 70  | 2 novembre 1985   | Tuscaloosa | Alabama               | 44    | 28    | Mississippi State     |
| 71  | 1er novembre 1986 | Starkville | #8 Alabama            | 38    | 03    | Mississippi State     |
| 72  | 31 octobre 1987   | Birmingham | #16 Alabama           | 21    | 18    | Mississippi State     |
| 73  | 29 octobre 1988   | Starkville | #19 Alabama           | 53    | 34    | Mississippi State     |
| 74  | 4 novembre 1989   | Birmingham | #4 Alabama            | 23    | 10    | Mississippi State     |
| 75  | 3 novembre 1990   | Starkville | Alabama               | 22    | 0     | Mississippi State     |
| 76  | 2 novembre 1991   | Tuscaloosa | #7 Alabama            | 13    | 07    | Mississippi State     |
| 77  | 14 novembre 1992  | Starkville | #2 Alabama            | 30    | 21    | Mississippi State     |
| 78  | 13 novembre 1993  | Tuscaloosa | Alabama</small        | 36    | 25    | Mississippi State     |
| 79  | 12 novembre 1994  | Starkville | #6 Alabama            | 29    | 25    | Mississippi State     |
| 80  | 11 novembre 1995  | Tuscaloosa | #16 Alabama           | 14    | 09    | Mississippi State     |
| 81  | 16 novembre 1996  | Starkville | Mississippi State     | 17    | 16    | Alabama               |
| 82  | 15 novembre 1997  | Tuscaloosa | #17 Mississippi State | 32    | 20    | Alabama               |
| 83  | 14 novembre 1998  | Starkville | Mississippi State     | 26    | 14    | Alabama               |
| 84  | 13 novembre 1999  | Tuscaloosa | #11 Alabama           | 19    | 07    | Mississippi State     |
| 85  | 11 octobre 2000   | Starkville | #15 Mississippi State | 29    | 07    | Alabama               |
| 86  | 10 octobre 2001   | Tuscaloosa | Alabama               | 24    | 17    | Mississippi State     |
| 87  | 9 octobre 2002    | Tuscaloosa | #11 Alabama           | 28    | 14    | Mississippi State     |
| 88  | 8 octobre 2003    | Starkville | Alabama               | 38    | 0     | Mississippi State     |
| 89  | 6 octobre 2004    | Tuscaloosa | Alabama               | 30    | 14    | Mississippi State     |
| 90  | 5 octobre 2005    | Starkville | #4 Alabama            | 17    | 0     | Mississippi State     |
| 91  | 4 octobre 2006    | Tuscaloosa | Mississippi State     | 24    | 16    | Alabama               |
| 92  | 10 octobre 2007   | Starkville | Mississippi State     | 17    | 12    | Alabama               |
| 93  | 15 octobre 2008   | Tuscaloosa | #1 Alabama            | 32    | 07    | Mississippi State     |
| 94  | 14 octobre 2009   | Starkville | #3 Alabama            | 31    | 03    | Mississippi State     |
| 95  | 13 octobre 2010   | Tuscaloosa | #11 Alabama           | 30    | 10    | #17 Mississippi State |
| 96  | 12 octobre 2011   | Starkville | #4 Alabama            | 24    | 07    | Mississippi State     |
| 97  | 27 octobre 2012   | Tuscaloosa | #1 Alabama            | 38    | 07    | #13 Mississippi State |
| 98  | 16 octobre 2013   | Starkville | #1 Alabama            | 20    | 07    | Mississippi State     |
| 99  | 15 octobre 2014   | Tuscaloosa | #5 Alabama            | 25    | 20    | #1 Mississippi State  |
| 100 | 14 octobre 2015   | Starkville | #2 Alabama            | 31    | 06    | #17 Mississippi State |
| 101 | 12 octobre 2016   | Tuscaloosa | #1 Alabama            | 51    | 03    | Mississippi State     |
| 102 | 11 octobre 2017   | Starkville | #2 Alabama            | 31    | 24    | #16 Mississippi State |
| 103 | 10 octobre 2018   | Tuscaloosa | #1 Alabama            | 24    | 0     | #18 Mississippi State |
| 104 | 16 octobre 2019   | Starkville | #4 Alabama            | 38    | 07    | Mississippi State     |
| 105 | 31 octobre 2020   | Tuscaloosa | #2 Alabama            | 41    | 0     | Mississippi State     |
| 106 | 16 octobre 2021   | Starkville | #5 Alabama            | 49    | 09    | Mississippi State     |
| 107 | 22 octobre 2022   | Tuscaloosa | #6 Alabama            | 30    | 06    | #24 Mississippi State |
| 108 | 30 septembre 2023 | Starkville | #12 Alabama           | 40    | 17    | Mississippi State     |

Notes :
1. ↑  La NCAA a imposé un score de forfait à Alabama, a victoire revenant à Mississippi State
2. ↑  La NCAA a annulé toutes les victoires d'Alabama lors de la saison 20052

## Articles annexes
- Liste des matchs de rivalité en football américain universitaire de la NCAA